# Philip Meadowes
Sir Philip Meadowes oder Meadows (getauft am 21. Mai 1672; † 5. Dezember 1757) war ein englisch-britischer Politiker und Diplomat.

## Leben
Meadowes wurde als zweiter Sohn von Sir Philip Meadows, Gutsherr von Chattisham in Suffolk, und seiner Frau Constance Lucy geboren. Da sein älterer Bruder starb, war er der einzige verbleibende Sohn der Meadows. Er studierte ab 1689 am Trinity College, Oxford und im Jahr darauf am Lincoln’s Inn.
Er zog 1689 für als Abgeordneter für das Pocket Borough Tregony in Cornwall ins House of Commons ein und hatte dieses Mandat bis Juni 1700 inne. Meadowes war von 1698 bis 1700 Kommissar für Verbrauchssteuern. Am 2. Juli 1700 wurde er für das Hofamt des Knight Marshal of the King’s Household vorgeschlagen und am 23. Dezember des gleichen Jahres am Hampton Court Palace von William III. zum Knight Bachelor geschlagen. Er übernahm seine Position als Knight Marshal 1704 von Edward Villiers, 1. Earl of Jersey, der aufgrund seiner Nähe zu den Jakobiten in Ungnade fiel. In seiner Position hatte er die Verfügungsgewalt über das Gefängnis des Marshalls, dem Marshalsea Prison in Southwark. Er verpachtete die Einrichtung (die englischen Gefängnisse, so auch dieses Schuldnergefängnis, wurden profitorientiert betrieben) an John Darby; dieser wiederum verpachtete es an den Metzger und ehemaligen Gefängniswärter William Acton, der später unter Folter- und Mordanklage geriet. Auch um den Namen Philip Meadowes zu schützen, wurde Acton, nach langer, indes zu belegten Tatsachen im Widerspruch stehender, Zeugenbefragung, freigesprochen.
Im November 1702 wurde er erneut ins House of Commons gewählt. Bis 1705 war er Abgeordneter für das Borough Truro in Cornwall und von 1705 bis 1708 für Tregony in Cornwall.
Im Dezember 1706 trat Meadowes die Nachfolge von James Stanhope, 1. Earl Stanhope als Gesandter in den Niederlanden an. 1707 wurde er auf eine Sondermission zu Kaiser Joseph I. geschickt und während seiner Abwesenheit im Jahr 1708 zum Comptroller of Army Accounts ernannt; eine Position, die er bis zu seinem Lebensende innehatte. Im November 1708 überreichte er dem Kaiser ein Denkmal zugunsten der Protestanten von Schlesien. Im November 1709 wurden seine Aufgaben von Thomas Wentworth, 1. Earl of Strafford übernommen.
Meadowes lebte später in Richmond, was seinerzeit noch zu Surrey gehörte. Er starb am 3. oder 5. Dezember 1757 in Brompton.

## Familie
Meadowes heiratete 1697 Dorothy Boscawen, die Schwester von Hugh Boscawen, 1. Viscount Falmouth. Das Ehepaar hatte drei Söhne und fünf Töchter. Der General Sir William Medows (1738–1813) war sein Enkel.